# جامعة روما تور فيرغاتا
جامعة روما 2، وتعرف أيضًا باسم جامعة روما تور فيرغاتا (بالإيطالية: Università degli Studi di Roma Tor Vergata) هي جامعة بحثية عامة مقرها العاصمة الإيطالية روما. تأسست عام 1981 بهدف تقديم تعليم عالي الجودة لإعداد الطلاب للمتطلبات والفرص دائمة التغير في سوق العمل في القرن الحادي والعشرين. وقد بلغت جامعة تور فيرغاتا ـ رغم عمرها القصير ـ معايير جودة عالية في إيطاليا وأوروبا.
تقع جامعة تور فيرغاتا في الضاحية الجنوبية الشرقية لمدينة روما، وقد أُخذ اسمها من منزل يعود تاريخه إلى القرن الرابع عشر يسمى "توريس فيرغاتي"، كان مملوكًا لعائلة أرستقراطية إيطالية، وما زالت أطلاله موجودة في حرم الجامعة.
يوجد بحرم الجامعة مستشفى حديث يعد واحدًا من أحدث المستشفيات في إيطاليا (Il Policlinico Tor Vergata)، ويعد السكن الجامعي التابع لجامعة تور فيرغاتا، والذي افتتح في مارس 2011، أكبر سكن جامعي في إيطاليا، ويبلغ عدد طلبة الجامعة 44 ألف طالب.

## مدينة الرياضة
شرعت الجامعة في تنفيذ مشروع مدينة الرياضة (بالإيطالية: Città dello Sport) كجزء من ملف مدينة روما لاستضافة دورة الألعاب الأولمبية الصيفية لعام 2020، وقام المهندس المعماري الإسباني الشهير سانتياغو كالاترافا بعمل تصميمات المدينة الرياضية. ولكن رئيس الوزراء الإيطالي ماريو مونتي دعا في 14 فبراير 2012 ـ قبل يوم واحد من غلق باب التقدم لاستضافة الحدث ـ إلى إلغاء المشروع، مبررًا ذلك بالنفقات غير المؤكدة، والعائد المادي غير المعلوم.

## كليات وأقسام الجامعة
تنقسم الجامعة إلى 6 كليات هي:
- كلية الاقتصاد
- كلية الإنسانيات والفنون والعلوم الاجتماعية
- كلية الطب
- كلية العلوم
- كلية القانون
- كلية الهندسة

وتضم الجامعة 19 قسمًا، تمنح 31 درجة من درجات الدكتوراه و120 درجة ماجستير، إلى جانب 114 برنامج للدرجة الجامعية الأولى، منها 9 درجات تدرس بأكملها بالإنجليزية. وقد شرعت الجامعة في السنوات الأخيرة في مد روابط تعاون مع مؤسسات علمية دولية ومع مؤسسات صناعية للاستفادة بأبحاث الجامعة العلمية.

## من مشاهير الأساتذة
- ماريو برنيولا: أستاذ الفلسفة الجمالية بالجامعة.

## وصلات خارجية
- الموقع الرسمي للجامعة